# Östra Arningefortet

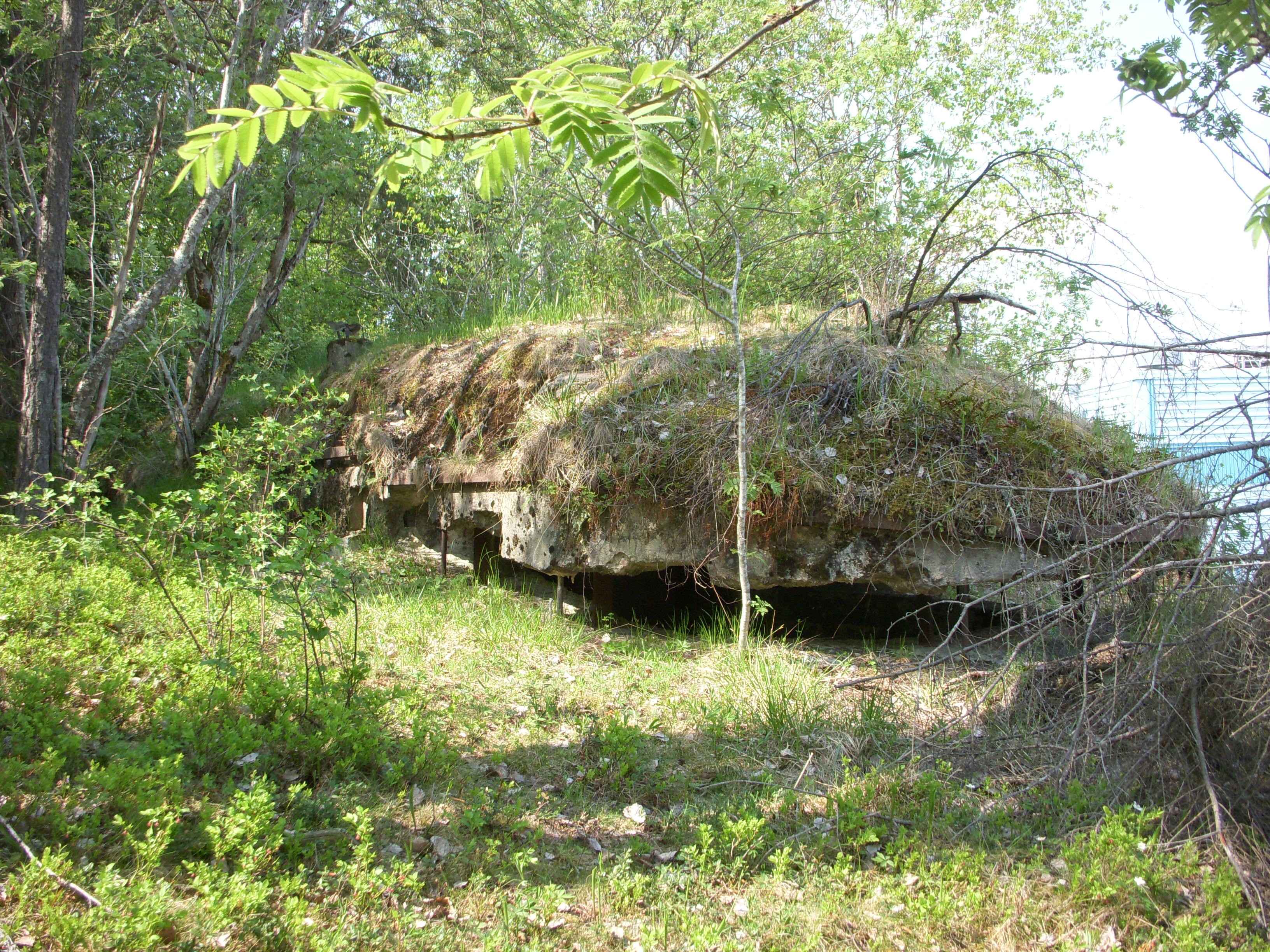
Några av Östra Arningefortets skottgluggar i maj 2011.
I bakgrunden skymtar en av Arninge industrområdets byggnader.

Östra Arningefortet (även Carl Robert Lamms fort) var en försvarsanläggning som ligger i en skogsdunge intill Arninge industriområde i östra delen av Täby kommun, Stockholms län. 
Fortet ingick tillsammans med Västra Arningefortet i den Norra Fronten som anlades strax före och under första världskriget. Norra Fronten tillsammans med Södra Fronten, även kallad Korvlinjen var en viktig del av Stockholms fasta försvar. Östra Arningefortet skänktes av Carl Robert Lamm till militären och invigdes den 31 maj 1915 i närvaro av Gustaf V och kronprinsen Gustaf (VI) Adolf.

## Bakgrund
Kring sekelskiftet 1900 kom ett nytt försvarspolitiskt tänkande då centralförsvaret avlöstes av ett gräns- och kustförsvar. Man utnyttjade de sjösystem som omger Stockholm och säkrade passagerna mellan dem med ett 30-tal befästningar av varierande storlek.  Försvarslinjen kallades på grund av sitt utseende för Korvlinjen. Bygget finansierades av privatpersoner som samlades i "Föreningen för Stockholms fasta försvar" och "Palmqvistska fonden till Stockholms befästande". Själva byggarbetena utfördes av militär, som stod under civil ledning. Sedan skänktes anläggningarna till militären. Försvarslinjen ingick i försvarsorganisationen fram till 1952.
Befästningsanordningarna på land norr om Stockholm utgjordes huvudsakligen av skyttevärn, fort och batteriplatser som sträckte sig från Östra Ryd i Österåkers kommun till Ed i Upplands Väsby kommun och hade en sträckning av närmare 25 km. Anläggningen bestod av ett så gott som linjärt fort- och löpgravssystem och skulle bemannas huvudsakligen av infanterister från landstormen, det vill säga värnpliktiga äldre än 32 år, beväpnade med vanliga gevär. Det var innan pansarfordon var påtänkta och när kulsprutor fortfarande var ovanliga. Hela linjen bestående av Danderydslinjen och Sollentunalinjen skulle bemannas med cirka 5 000 man. Efter 1921-1922 gjordes inga utbyggnader av försvarslinjen men under andra världskriget moderniserades anläggningen.

## Fortet
Östra Arningefortet var en del av Danderydslinjen och skulle säkra det så kallade Täbypasset. Stommen i Täbypasset utgjordes av sju sammanhängande betongfort, sammanlänkade med skyttegravar. Östra Arningefortet var ett av dessa betongfort, bland de övriga fanns Västra Arningefortet och Margretelundsfortet. Östra Arningefortet utformades som en T-formad så kallad infanterikorv. Namnet "korv" härrör från den halvrunda takkonstruktionen i betong som slingrade sig som en korv genom landskapet. 
Östra Arningefortet skänktes av Carl Robert Lamm till militären. Lamm var markägare och en stor donator till "Palmqvistska fonden till Stockholms befästande". Fortet invigdes den 31 maj 1915 i närvaro av Gustaf V och kronprinsen Gustaf (VI) Adolf. Numera är de flesta byggnaderna i Norra Fronten rivna eller naturen håller på att ta över. I motsats till Västra Arningefortet, som har upprustats av markägaren, är Östra fortet i sämre skick. Anläggningen är kraftig överväxt. Kortsidornas skottgluggar är helt söndervittrade och det tunga betongtaket hålls enbart på plats av några järn. I samband med markarbeten inför utbyggnationen av Arninge Köpcentrum i mitten av 2000-talet rasade hela eller delar av denna sida av bunkern.
I oktober 2000 genomförde Riksantikvarieämbetet en inventering av anläggningen.

## Bilder

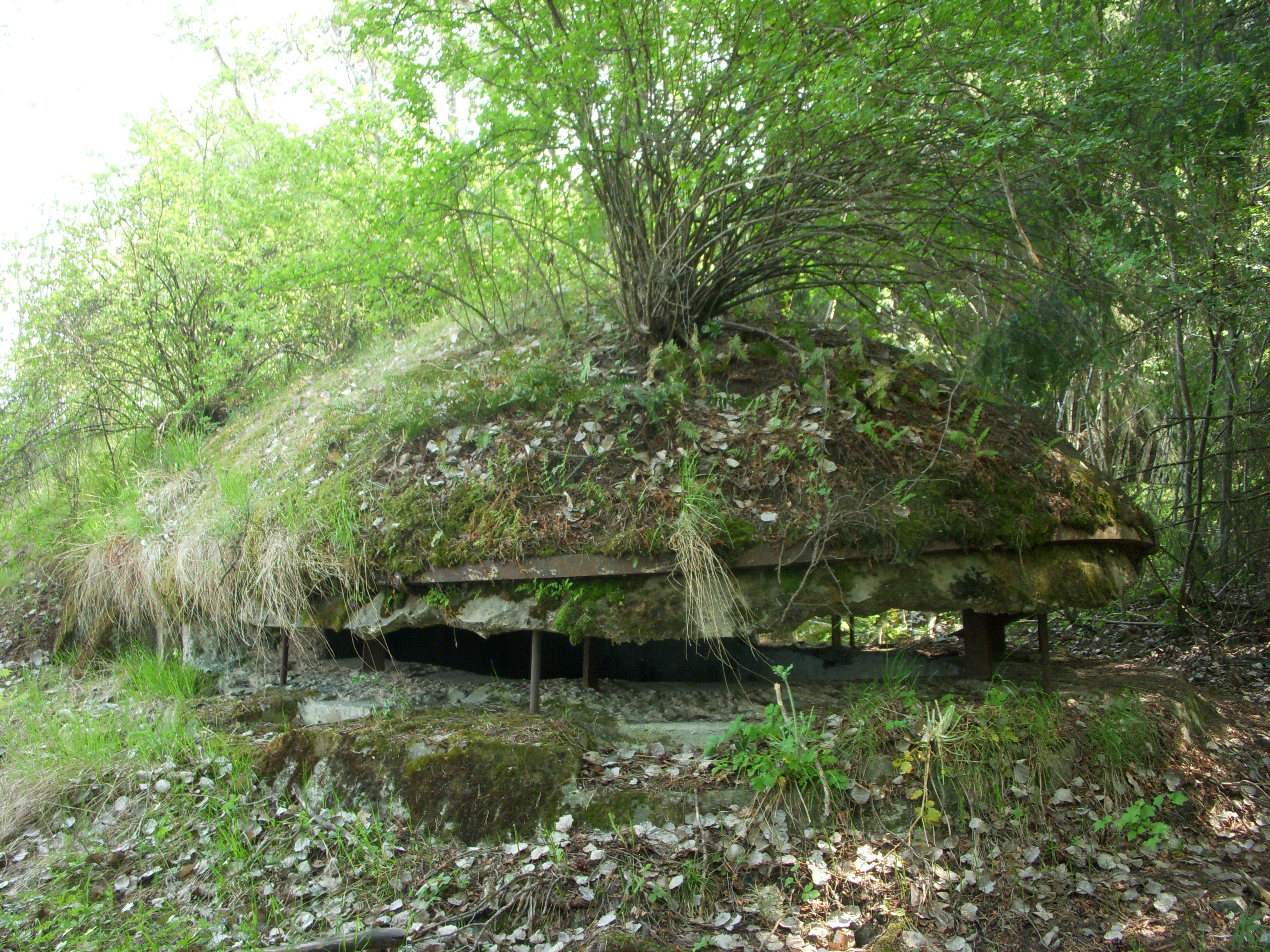
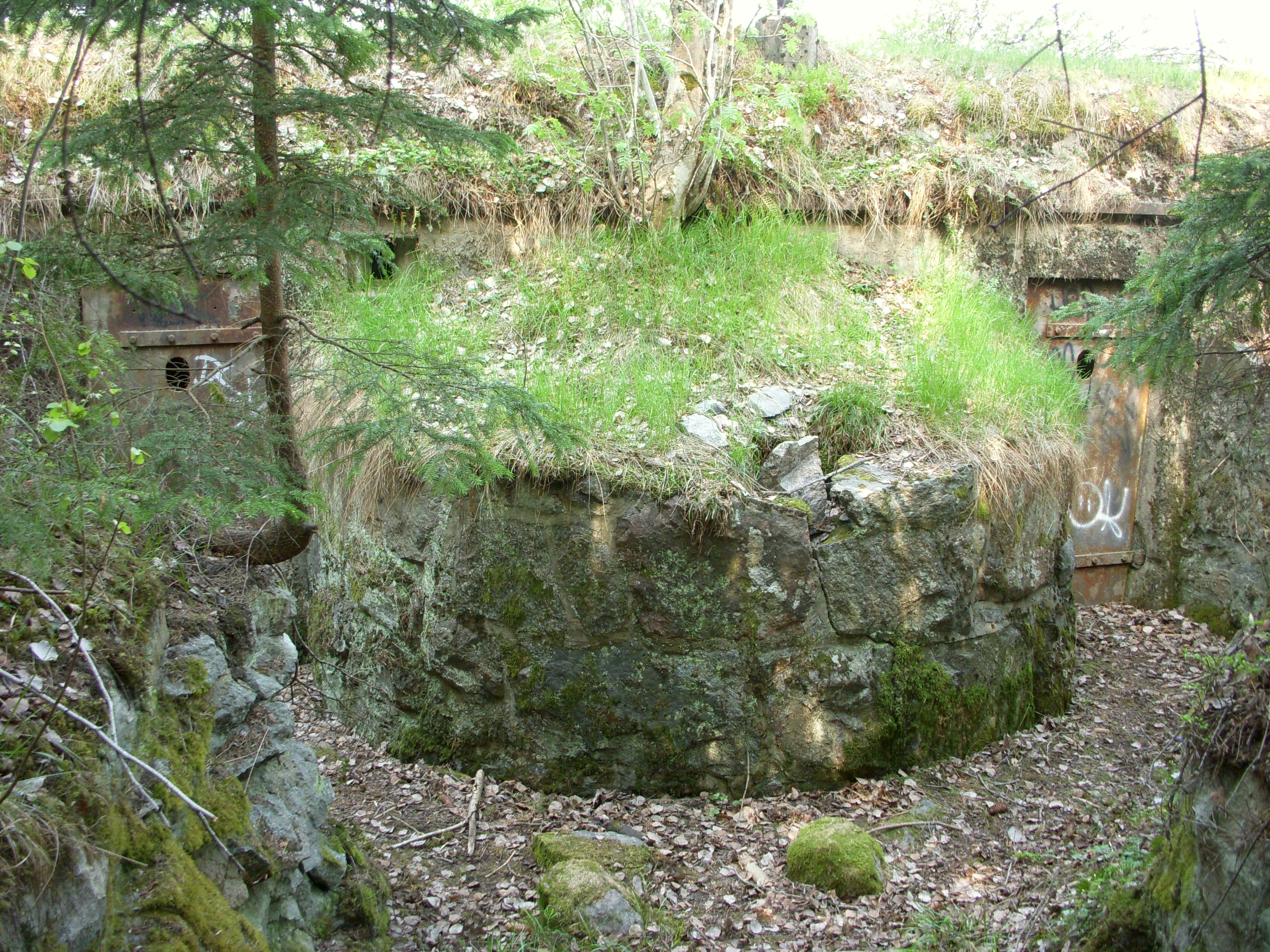
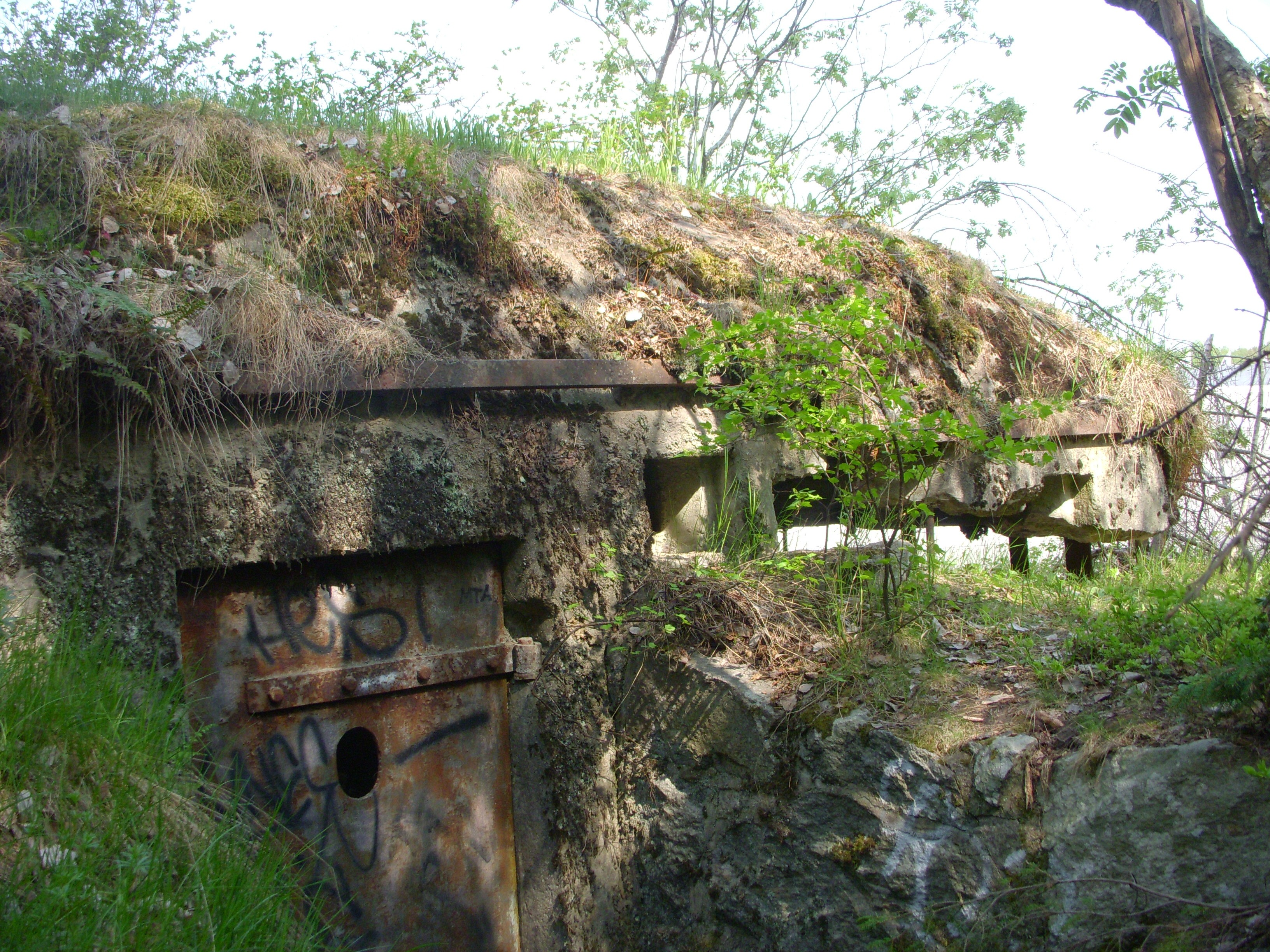
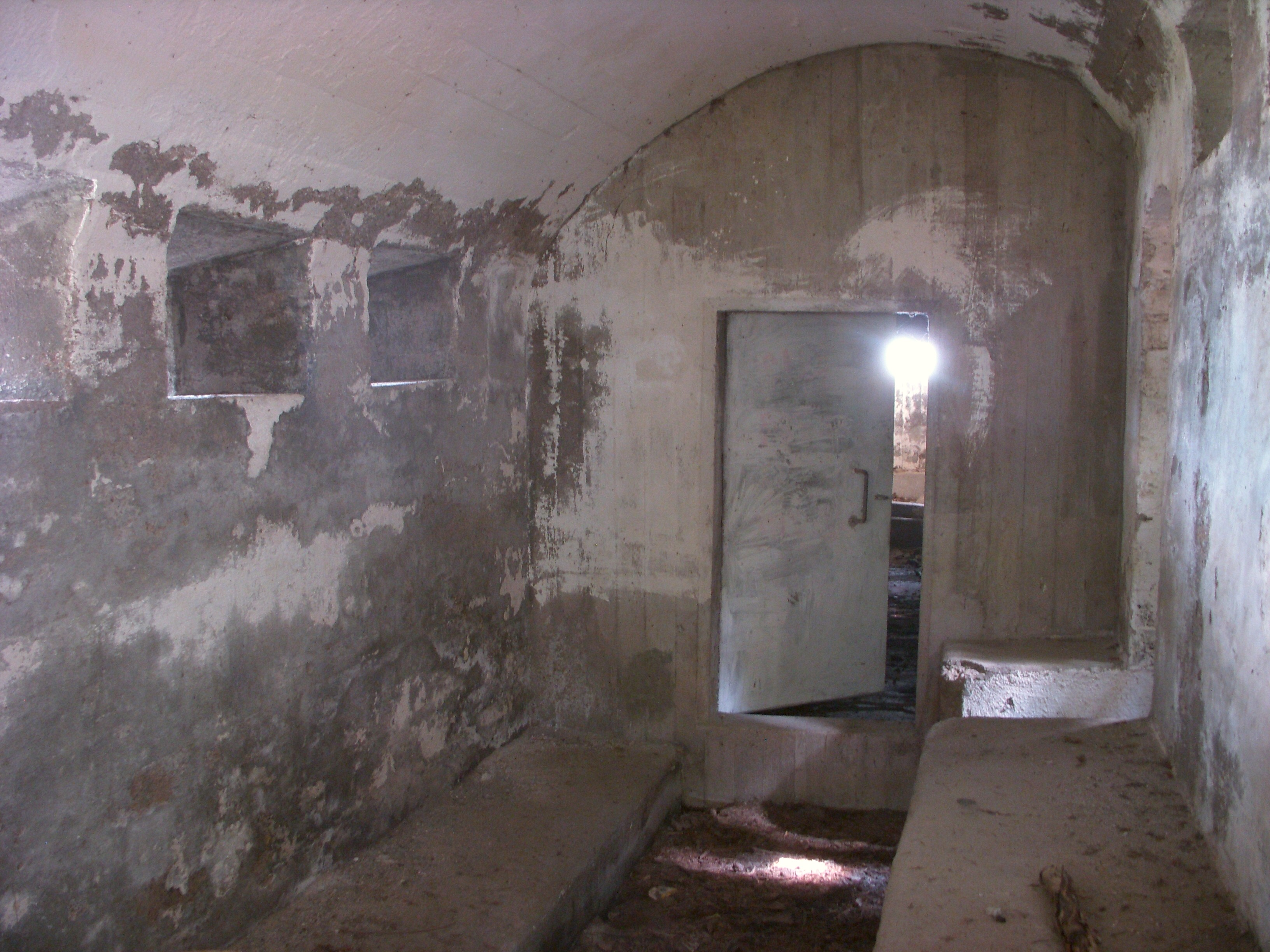